# Канадская кухня
Канадская кухня (англ. Canadian cuisine, фр. Cuisine canadienne) — традиционная кухня народов, населяющих Канаду.

## Описание

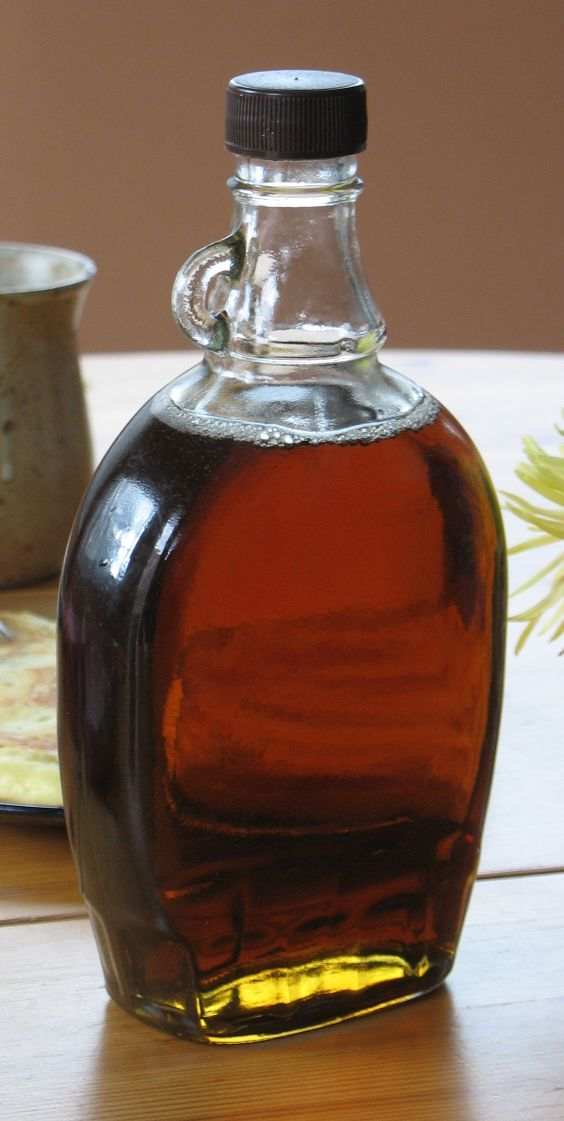
Бутылка кленового сиропа, производимого в канадской провинции Квебек

Нельзя назвать какое-либо блюдо в Канаде национальным. Канада — многорегиональная и многонациональная страна, где кухня варьируется в зависимости от региона. Бывший премьер-министр Канады Джо Кларк так высказывался об этом: «В Канаде много кухонь. Это не солянка, а шведский стол».
Первоначальные корни канадской кухни — в традициях коренных североамериканских народов, а также в английской и французской кухне. Поэтому канадскую кухню будет правильнее назвать англо-американо-канадской кухней. Местная кухня впоследствии была дополнена при последующих волнах иммиграции в XVIII и XIX веке из Центральной, Южной и Восточной Европы, а также из Китая.
Важными составляющими канадской кухни являются региональные кухни: акадийская, квебекская, Приморских провинций, Скалистых гор, тихоокеанского северо-запада, Торонто, а также множество этнических кулинарных традиций: эскимосская (в том числе тлинкитская), китайская и другие.
В стране имеются несколько брендов виски местного производства.

## Традиционные блюда и продукты
К повседневным блюдам канадцев относятся блюда из натурального мяса типа бифштекса, ростбифа, лангета. Довольно «успешное» блюдо канадской кухни — филе-брошетт (насажанные на шампур и обжаренные на вертеле кусочки филейной вырезки, бекона, шампиньонов и лука). К первым блюдам канадской кухни относятся пюреобразные супы из овощей, цветной капусты, тыквы, томатов и бульоны с гренками, лапшой, зеленью. Наиболее популярные в Канаде блюда — суп из тыквы и кленовый сироп.